# 华丽芒毛苣苔
华丽芒毛苣苔（学名：Aeschynanthus superbus），为苦苣苔科芒毛苣苔属下的一个种。其种加词“superbus”意为“华丽的”。